# حبيل المشرقية (القبيطة)

تعديل مصدري - تعديل

حبيل المشرقية هي إحدى قرى عزلة كرش بمديرية القبيطة التابعة لمحافظة لحج، بلغ تعداد سكانها 65 نسمة حسب تعداد اليمن لعام 2004.